# William Roy
William Roy (4 mei 1726 – 1 juli 1790), was een Schotse militair ingenieur, landmeter en onderzoeker van de klassieke oudheid. Zijn inspanningen op het gebied van de geodesie in Groot-Brittannië zijn bekend om hun wetenschappelijke nauwkeurigheid en ze hebben mede geleid tot de oprichting van de Ordnance Survey in 1791. Roys tekeningen en plattegronden van Romeinse overblijfselen hebben zelfs tegenwoordig nog wetenschappelijke waarde.

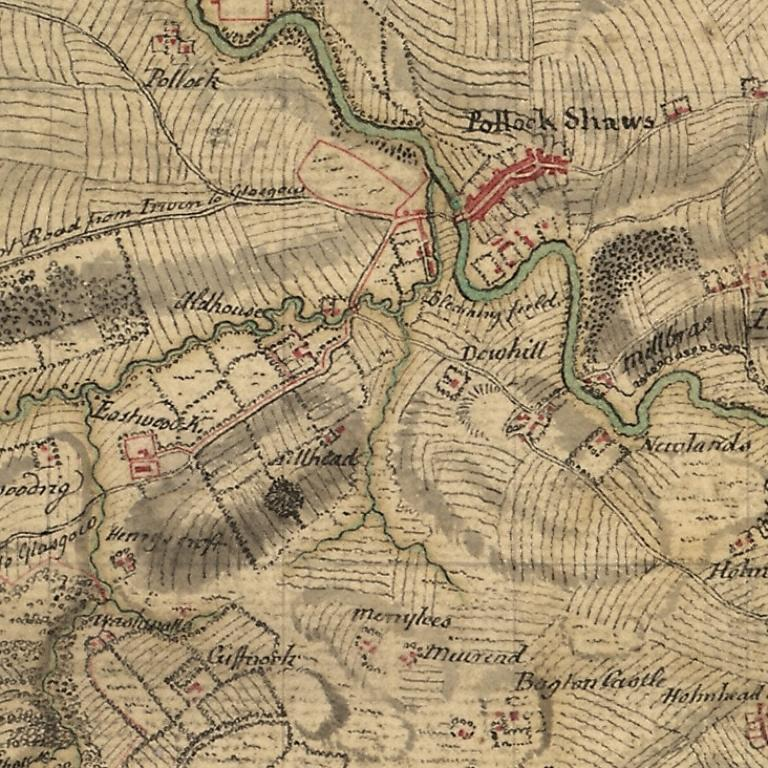
Detail van een landkaart van de hand van Roy

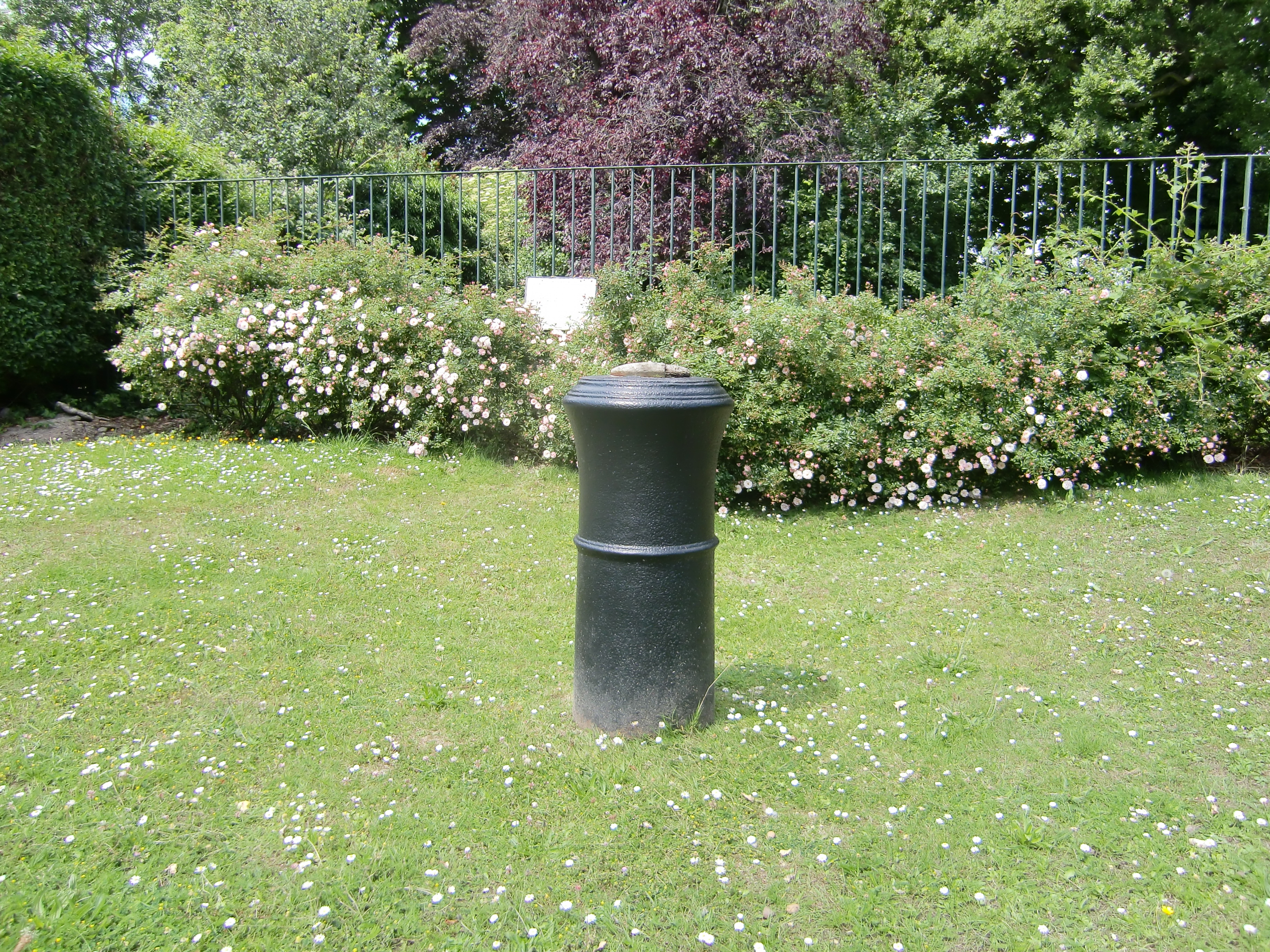
Een kanon markeert het eindpunt van de gemeten basislijn bij Hounslow

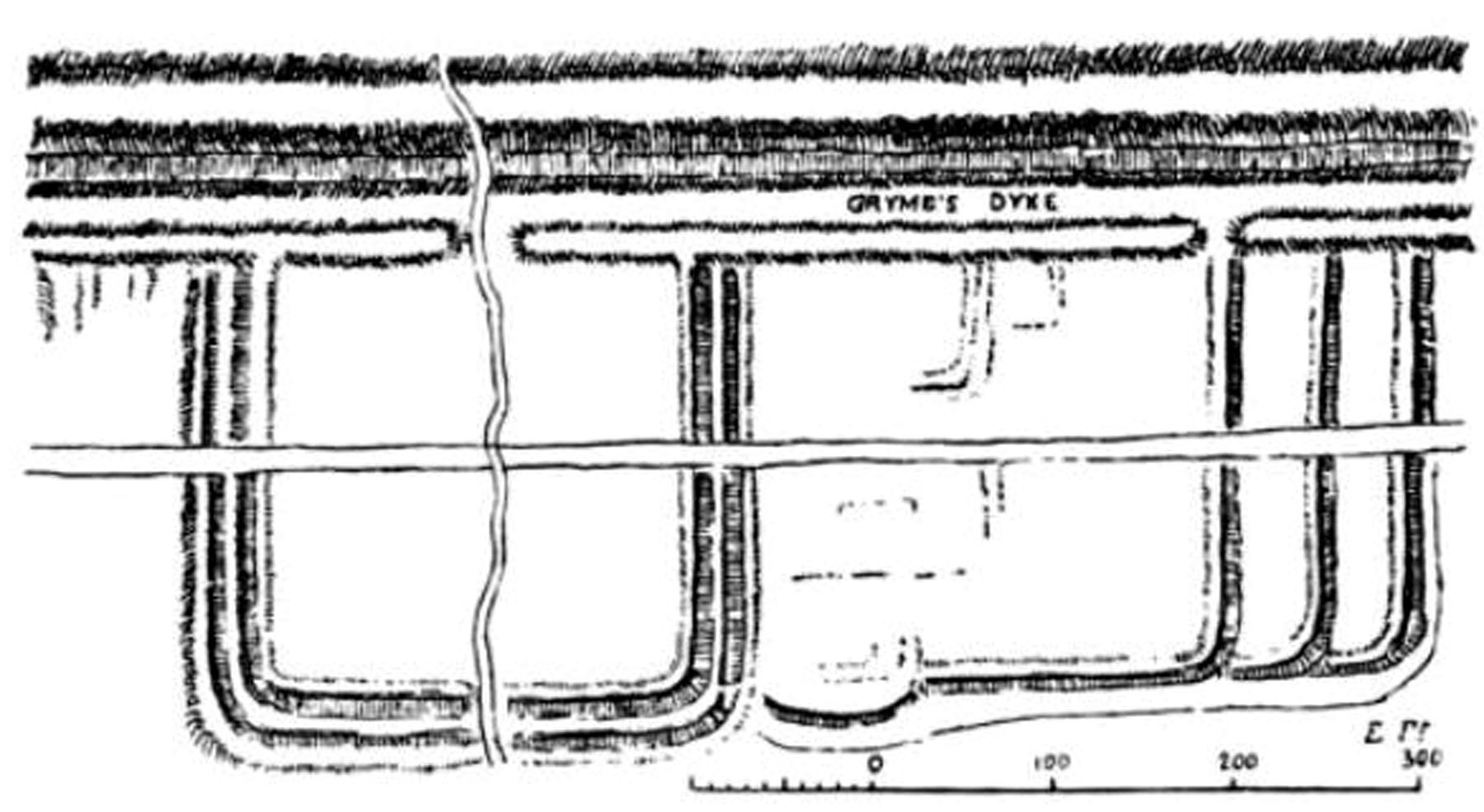
Plattegrond van Roy uit 1755, van het Romeinse fort bij Rough

## Biografie
Roy werd in 1726 geboren in het dorp Carluke in het raadsgebied South Lanarkshire. Hij bezocht de lagere school in het dorp en moet, gezien zijn latere bezigheden, meer opleiding hebben genoten, hoewel daarvoor geen documentatie voorhanden is. Roy heeft enige tijd als landmeter gewerkt op een landgoed nabij Stirling.
In 1747 trad hij in dienst bij een project dat tot doel had een gedetailleerde kaart van de Schotse Hooglanden te maken voor militaire doeleinden, mede als gevolg van de Jakobitische opstand van 1745. Roy zou tot 1755 voor deze Military Survey of Scotland werkzaam zijn, waarbij hij vele uitstekende kaarten vervaardigde. Vanaf het begin nam hij daarin ook archeologische vindplaatsen uit de Romeinse tijd op. Zijn interesse daarin zou hij gedurende zijn carrière nog vaak en met succes volgen. Roy werd in deze periode een paar maal bevorderd, vanwege de kwaliteit van zijn werk en zijn bereidheid technische vernieuwingen toe te passen. Een verbeterde kaart van het slagveld voor de Britse commandant in de Slag bij Minden in 1759 leverde Roy een promotie tot kapitein op.
Stijgend in militaire rang tot en met generaal was Roy in verschillende hoedanigheden verantwoordelijk voor geodetische projecten in het Verenigd Koninkrijk en daarbuiten. Daarnaast verrichtte hij werk op het gebied van de Romeinse oudheid, waaronder een systematische verkenning van de resten van de Muur van Antoninus. In 1767 werd hij toegelaten tot de Royal Society, de Britse academie van wetenschappen. In 1783 werd Roy directeur van de Royal Engineers. Het jaar daarop werd een begin gemaakt met een project dat tot doel had het met grote nauwkeurigheid vaststellen van de onderlinge afstand van de Koninklijke Observatoria van Londen en Parijs. De voor deze inspanning gemeten basislijn bij Hounslow vormde later het beginpunt van de eerste driehoeksmeting van Groot-Brittannië en het werk leverde Roy in 1785 de Copley Medal op, de wetenschapsprijs van de Royal Society. Het berekenen van de afstand van de genoemde sterrenwachten werd in 1787 voltooid, nadat Roy de instrumentmaker Jesse Ramsden een verbeterde theodoliet had laten maken voor de metingen.
Bij zijn overlijden in 1790 werkte Roy aan een verslag van zijn inspanningen voor de Philosophical Transactions, het wetenschappelijke tijdschrift van de Royal Society.